# Jean-Claude Paye
Jean-Claude Paye (26 de agosto de 1934) es un ex diplomático y funcionario francés que se desempeñó como Secretario General de la Organización para la Cooperación y el Desarrollo Económico (OCDE) de 1984 a 1996, excluyendo un breve intervalo en 1994.
Paye es hijo de Lucien Paye, quien fue Ministro de Educación Nacional en los años 1960. Asistió a la Escuela Nacional de Administración . Paye fue un funcionario de alto rango en el Ministerio de Asuntos Exteriores antes de convertirse en Secretario General de la OCDE en 1984, en sustitución de Emiel van Lennep de los Países Bajos. Su mandato de diez años terminó en septiembre de 1994 después de que Estados Unidos bloqueara una extensión de su mandato.  Sin embargo, después de nuevas negociaciones se acordó que Paye permanecería dos años más antes de ser sucedido por el canadiense Don Johnston . 